# Canon RF 600mm f/4L IS USM
El Canon RF 600mm f/4L IS USM és un teleobjectiu fix de la sèrie L amb muntura Canon RF.
Aquest, va ser anunciat per Canon el 14 d'abril de 2021, amb un preu de venda suggerit d'uns 15.000€.
Aquest objectiu s'utilitza sobretot per fotografia de fauna i esport.

## Característiques
Les seves característiques més destacades són:
- Distància focal: 600mm
- Obertura: f/4 - 32
- Motor d'enfocament: USM (Motor d'enfocament ultrasònic, ràpid i silenciós)
- Estabilitzador d'imatge de 5,5 passes
- Distància mínima d'enfocament: 420cm
- Porta filtres intern de 52mm
- A f/4 l'ombrejat de les cantonades és de mig pas, aquest efecte a f/5.6 ja disminueix molt i és poc rellevant.[3]

## Construcció[1]
- El diafragma consta de 9 fulles, i les 17 lents de l'objectiu estan distribuïdes en 13 grups.
- Consta de dos lents de fluorita (per resistir la brutícia i taques), una d'ultra baixa dispersió, un revestiment super spectra i un revestiment d'esfera d'aire (ajuden a reduir els efectes fantasma).

## Accessoris compatibles[4]
- Tapa E-185C
- Parasol ET-160B
- Parasol ET-160 (WIII)
- Porta filtres de gelatina drop-in Canon 52
- Filtres drop-in de 52mm
- Tapa posterior RF
- Multiplicador RF 1.4x
- Multiplicador RF 2x

## Objectius similars amb muntura Canon RF
- Canon RF 600mm f/11 IS STM[5]